# Xian de Linze
Pour les articles homonymes, voir Linze.
Le xian de Linze (临泽县 ; pinyin : Línzé Xiàn) est un district administratif de la province du Gansu en Chine. Il est placé sous la juridiction de la ville-préfecture de Zhangye.

## Démographie
La population du district était de 144 613 habitants en 1999.